# Rottnebyskogen
Rottnebyskogen är ett kommunalt naturreservat i Falu kommun i Dalarnas län.
Området är naturskyddat sedan 2003 och är 41 hektar stort. Reservatet ligger i den östra delen av Falun väster om sjön Hosjön och består huvudsakligen av tallskog.